# أي كار
شركة أي كار للتكنولوجيا البيئية المحدودة، والتي يتم تداولها بإسم أي كار (بالإنجليزية: iCar)‏ (منمقة كـ iCAR)، هي شركة تابعة لشركة تصنيع السيارات الصينية شيري. تم إنشاء علامة أي كار التجارية كعلامة تجارية للسيارات الكهربائية في أبريل 2023، بعد الاستخدام السابق للعلامة التجارية من قبل شيري. بدأت أي كار مبيعات سيارتها الأولى، أي كار 03 إس يو في (SUV) في فبراير 2024.

## التاريخ
تم استخدام العلامة التجارية أي كار بواسطة شيري عدة مرات قبل استخدامها كعلامة تجارية مستقلة للسيارات الكهربائية. في عام 2007، تم استخدام اسم أي كار لشاحنة صغيرة. في عام 2014، تم تسويق المنصة التي تستخدمها شيري أريزو 7 باسم أي كار. في عام 2017، أصبحت أي كار علامة تجارية "نظام بيئي" مملوكة لـ شيري. يشمل الاستخدام السابق للعلامة التجارية النظام البيئي الرقمي، جنبًا إلى جنب مع شبكة متاجر البيع المباشرة عبر الإنترنت وغير المتصلة بالإنترنت التي تبيع سيارات شيري الطاقة الجديدة مثل شيري كيو كيو أيس كريم. يتم تسويق شيري إي كيو 1 أيضًا باسم كاوا شيري آي كار في البرازيل منذ أغسطس 2023.

الشعار الأولي في 2023

تم تحويل العلامة التجارية إلى علامة تجارية للسيارات الكهربائية في أبريل 2023 في معرض شنغهاي للسيارات. تم تصميم الشعار "أي" الخاص بـ أي كار بواسطة تساو شيويه، مبتكر تميمة الباندا لدورة الألعاب الأولمبية الشتوية لعام 2022 في بكين. وفقًا لشيري، فإن "أي" يرمز إلى الذكاء والإنترنت والابتكار والفرد والإلهام والمعلومات. تستهدف العلامة التجارية الشباب الذين تتراوح أعمارهم بين 25 و35 عامًا والذين يتابعون وظائف جديدة. في معرض السيارات، طرحت العلامة التجارية سيارتين لأول مرة، أي كار 03 وتصور السيارة الرياضية أي كار جي تي. وتخطط العلامة التجارية لتسويق أربع سلاسل من المنتجات تشمل إم بي في، وسيارات الدفع الرباعي، والسيارات الرياضية.
أعلنت شركة كاتل أنها ستقوم بدمج بطاريات أيونات الصوديوم الخاصة بها في سيارة شيري أي كار.
بدأ الإنتاج التجريبي لسيارة أي كار 03 في يونيو 2023، بينما تم فتح الطلبات المسبقة في نوفمبر 2023. تم طرحه للبيع في 28 فبراير 2024.
في 7 أبريل 2024، ظهرت السيارة الثانية، أي كار ڤي 23، لأول مرة في الصين. تُعد ڤي 23 أول طراز يُطور بالتعاون بين شيري وزيمي تكنولوجي، وقد كُشف النقاب عنها رسميًا في 12 أبريل 2024، وطُرحت في النصف الثاني من عام 2024. بدأ قسم تصنيع السيارات في زيمي تكنولوجي العمل في أواخر عام 2021، وكانت ڤي 23 أول مشروع له. طُوّر مشروع ڤي 23، وقسم تصنيع السيارات وأصول زيمي تكنولوجي، بشكل مستقل في الأصل ليكون جزءًا من خطوط إنتاج زيمي وأول منتج سيارات لها، ثم استحوذت شيري لاحقًا على مشروع ڤي 23 وقسم تصنيع السيارات وأصول زيمي تكنولوجي، ودمجتهما مع علامة أي كار التجارية الحالية في عام 2024.
أصبحت أي كار (بالإنجليزية: iCar)‏ متوفرة في السوق العالمية باسم أيكار (بالإنجليزية: Aiqar)‏، وهي علامة تجارية للسيارات الكهربائية تابعة لشركة شيري العالمية في دول مثل أرمينيا وجورجيا وكمبوديا وأوزبكستان وكوراساو. وتبيع الشركة نسخًا مُعاد تسميتها من طرازي آي كار وشيري نيو إنرجي.

## المنتجات

### النماذج الحالية
- أي كار 03 (2024 إلى الوقت الحاضر)، سيارة الدفع الرباعي المدمجة، بي إي ڤي
- أي كار ڤي 23 (2024 إلى الوقت الحاضر)، سيارة الدفع الرباعي المدمجة، بي إي ڤي
- أي كار إكس 25 (قادم)، سيارة متعددة الأغراض صغيرة الحجم للطرق الوعرة، بي إي ڤي/أر إي إي ڤي

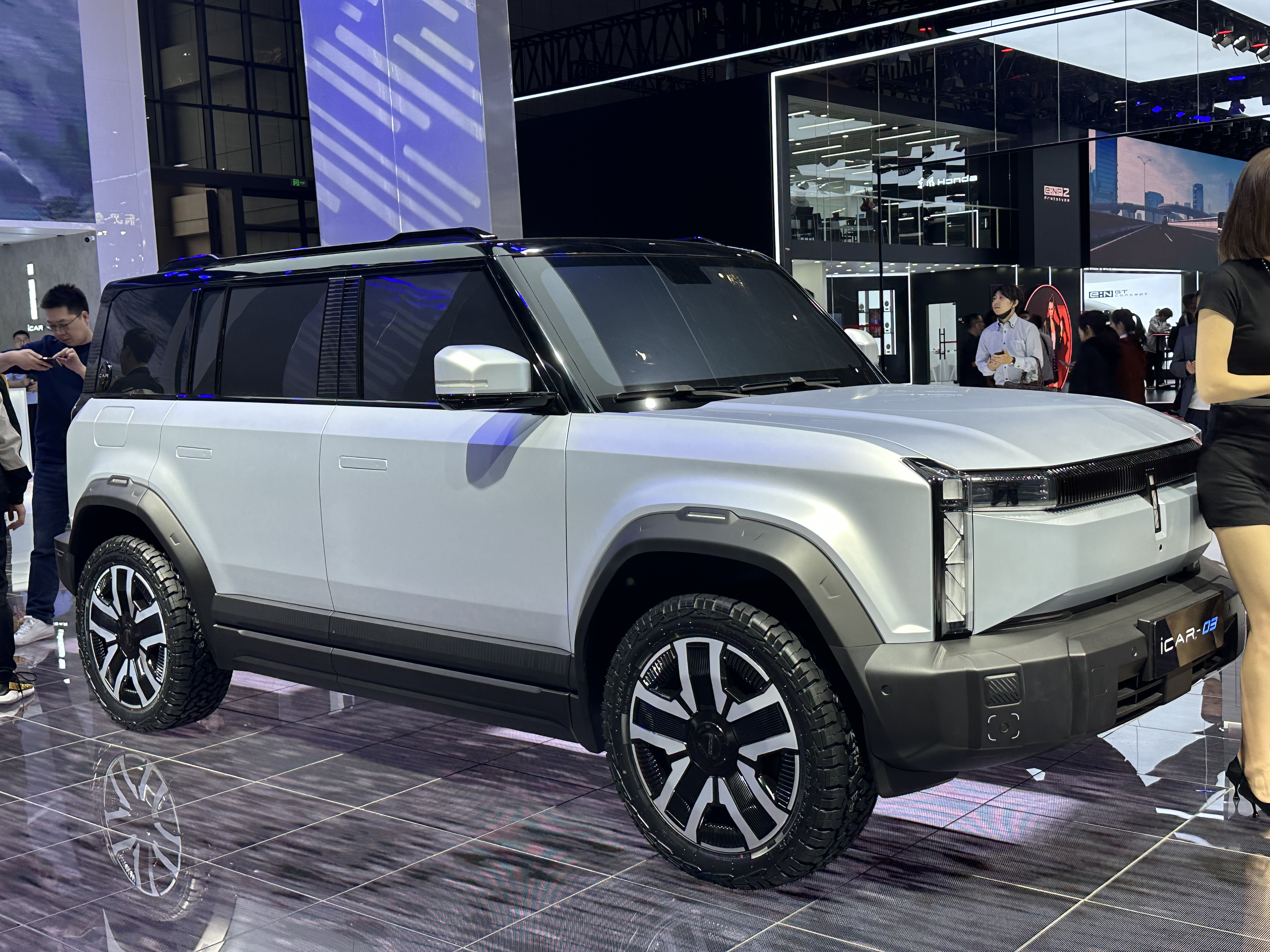
أي كار 03
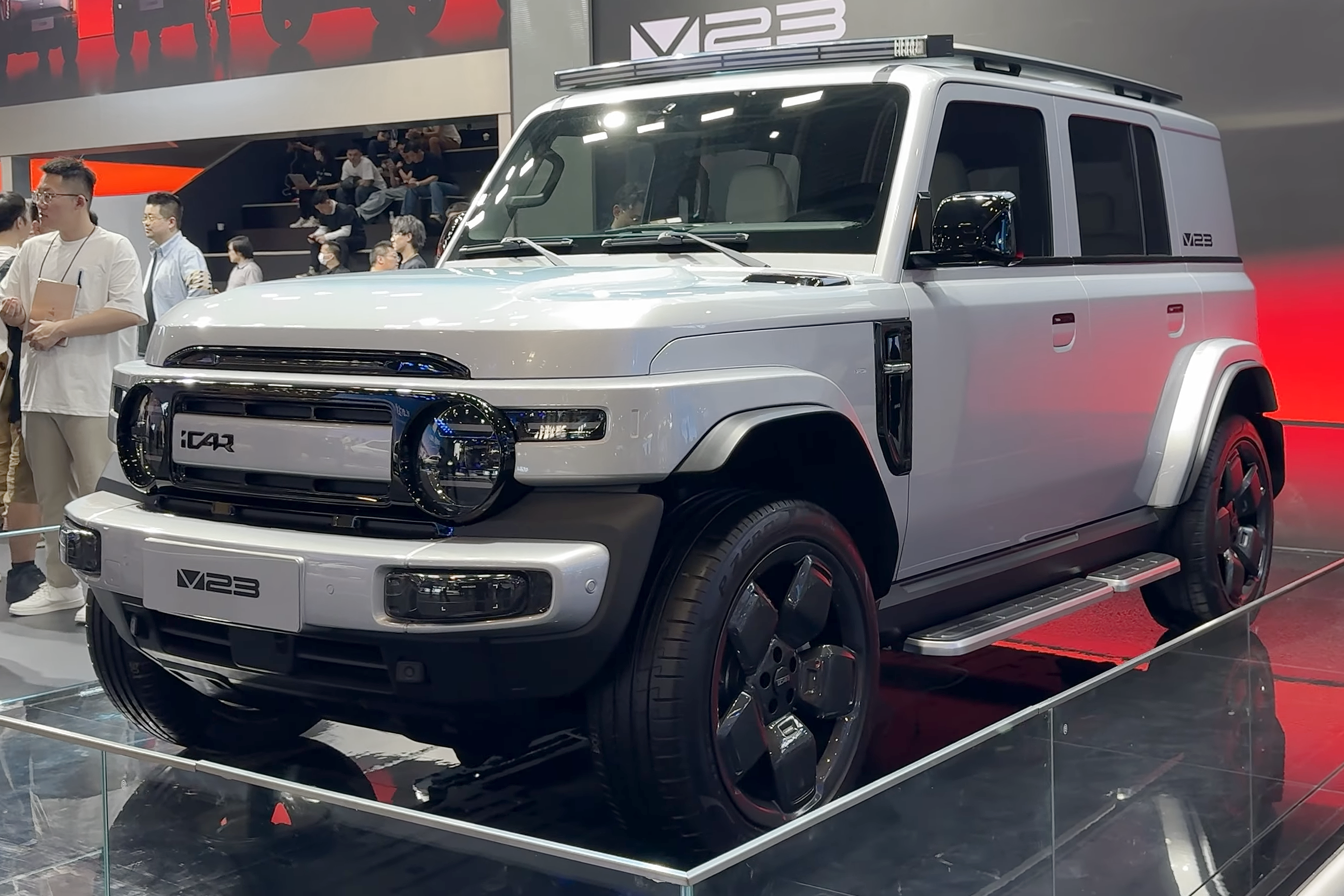
أي كار ڤي 23
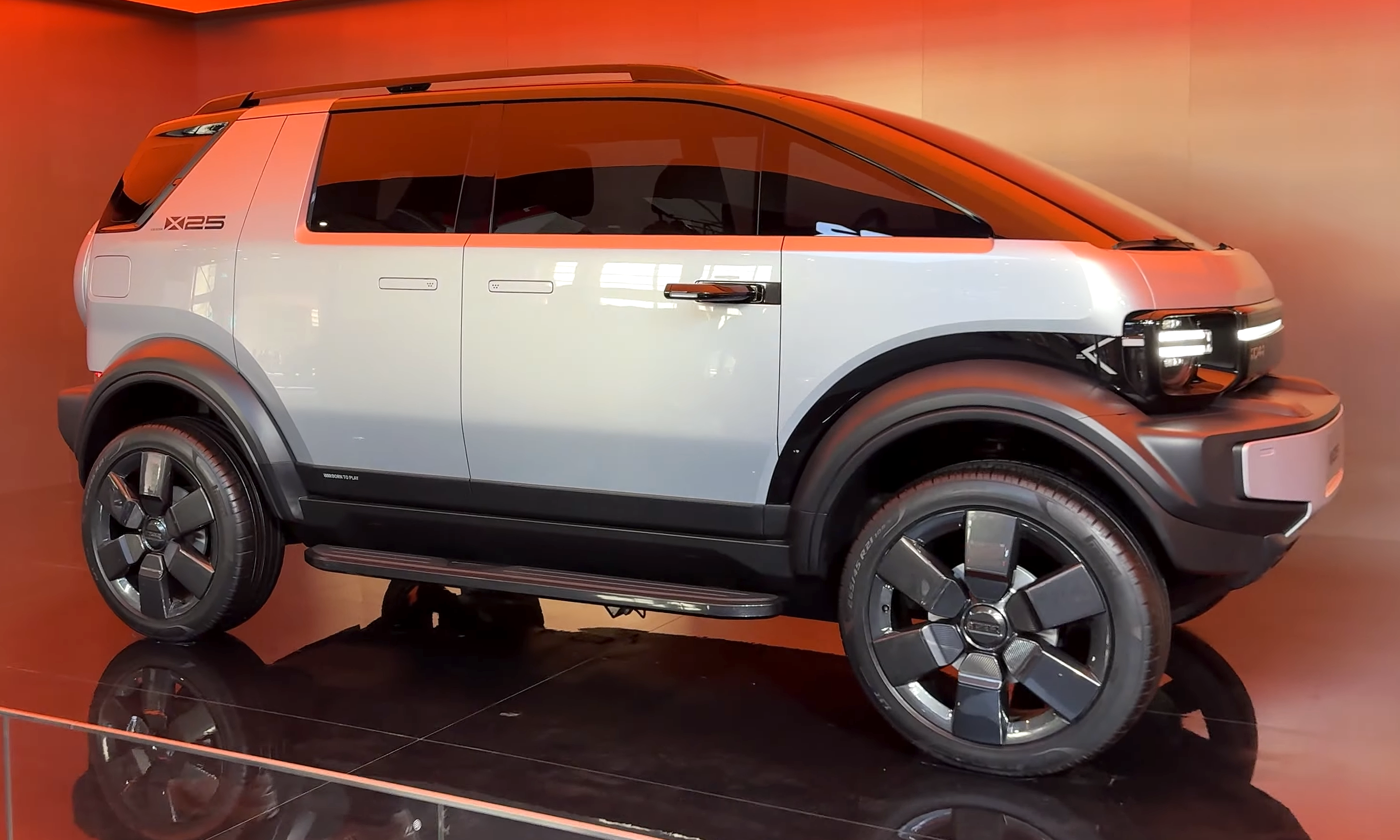
اي كار إكس 25

### تصور سيارة

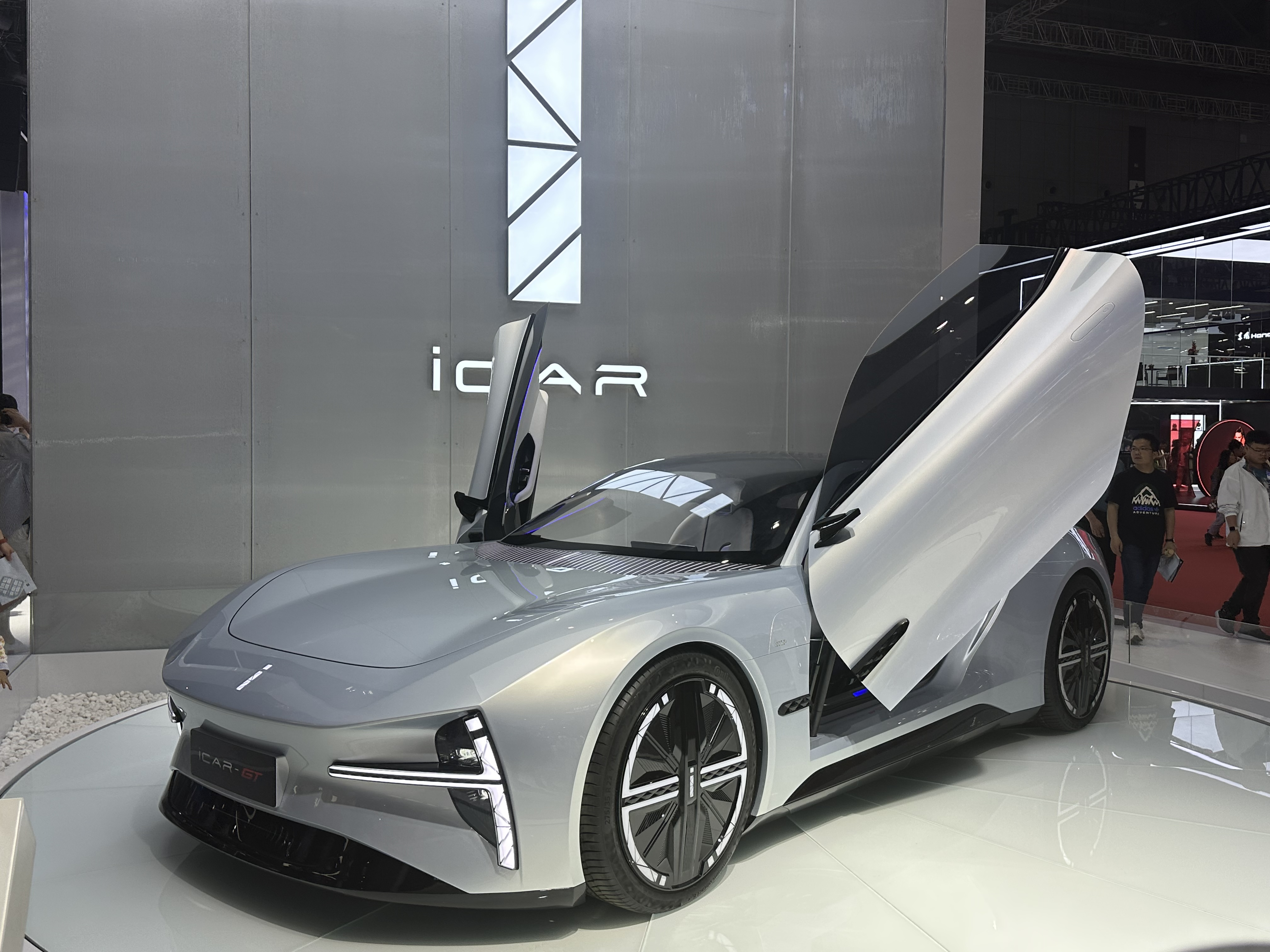
أي كار جي تي

- أي كار جي تي

## انظر أيضّاً
- أومودا
- جايكو
- جيتور
- إكسيد
- لوكسيد
- كاري للسيارات

## وصلات خارجية
الموقع الرسمي